# Anna von Württemberg (1513–1530)

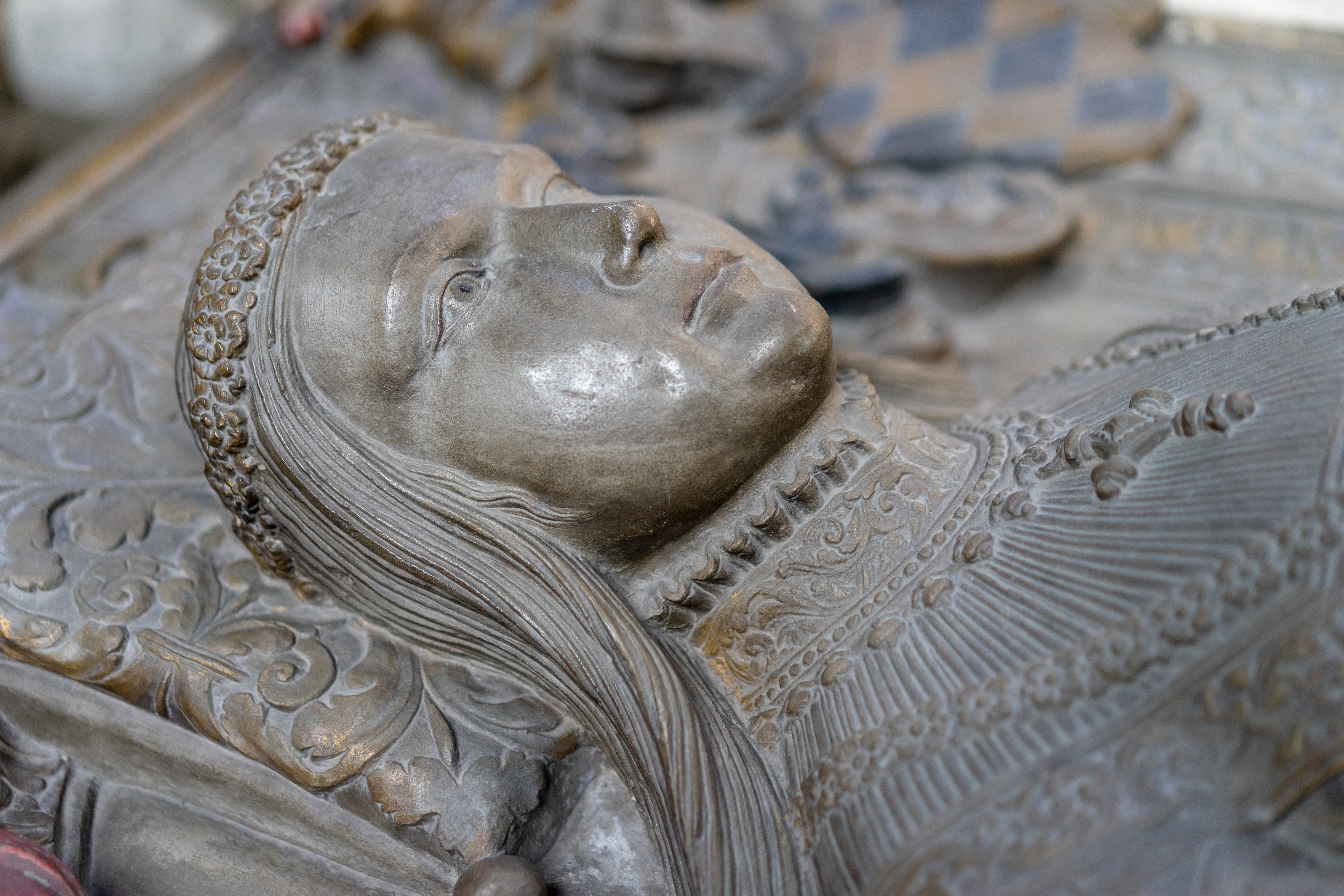
Darstellung Annas auf ihrem Grabmal in der Stiftskirche in Tübingen

Anna von Württemberg (* 30. Januar 1513 im Alten Schloss in Stuttgart; † 29. Juni 1530 in Urach) war die Tochter von Herzog Ulrich von Württemberg und dessen Gemahlin Sabina von Bayern.

## Biographie
Im November 1515, kurz nach der Geburt ihres jüngeren Bruders Christoph, floh ihre Mutter vor ihrem Gatten an den Hof ihrer Eltern in München.
Die beiden Kinder verblieben zunächst bei ihrem Vater in Stuttgart. Als der Schwäbische Bund gegen Herzog Ulrich mobilmachte, brachte dieser seine Kinder auf die Burg Hohentübingen.
Anna starb unverheiratet im Jahr 1530. 
Aus einigen Quellen geht hervor, dass sie an der Pest starb, die im Jahr 1530 in Stuttgart wütete.
Es wurde aber auch vermutet, dass sie vergiftet wurde.
Sie wurde in Güterstein beigesetzt und 1554 in die Stiftskirche St. Georg nach Tübingen überführt.